# William Collins (Maler)

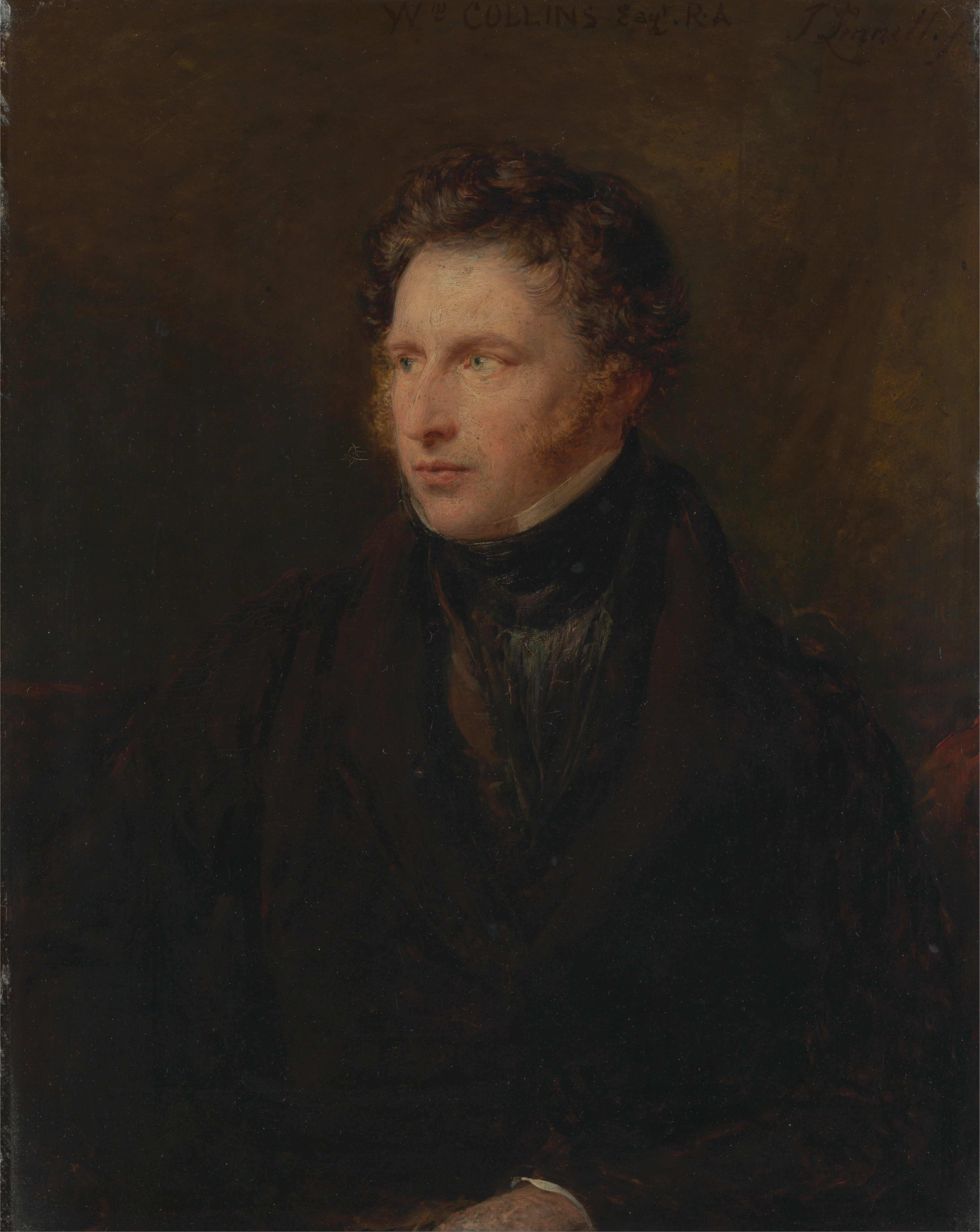
Porträt von William Collins (1831)

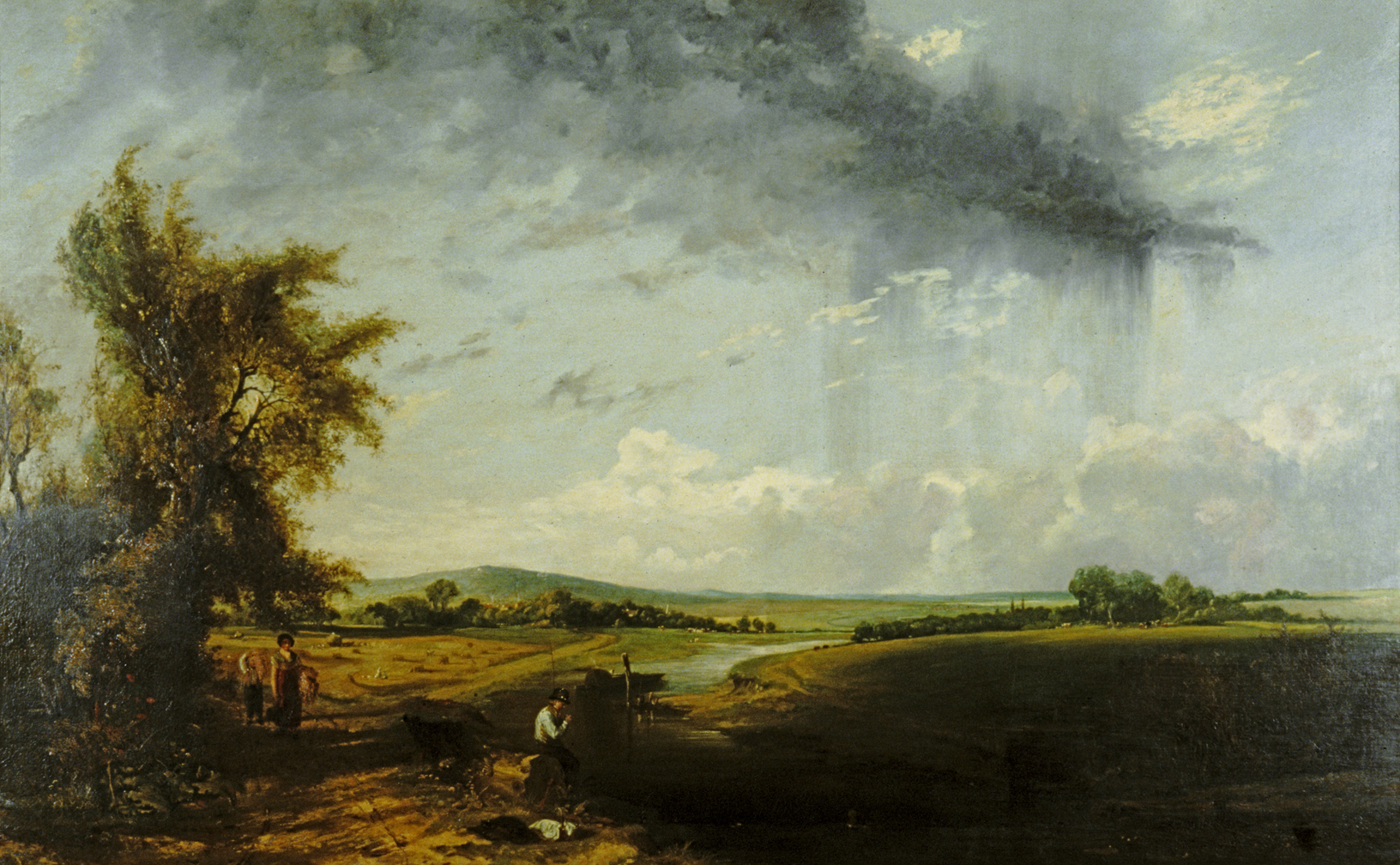
A Harvest Shower, 1815

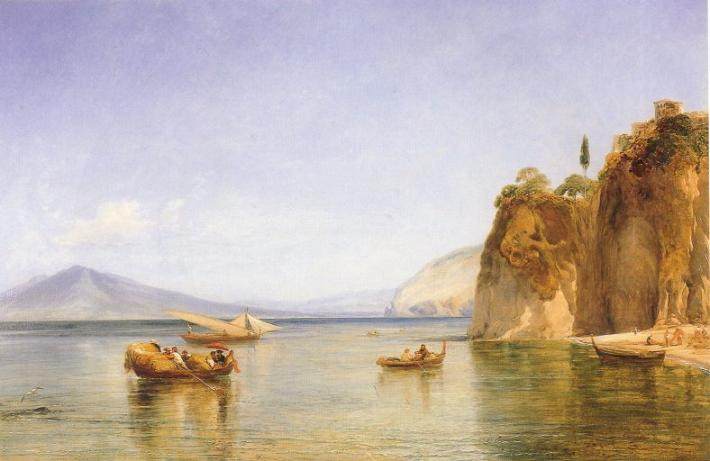
Scene from the Caves of Ulysses, at Sorrento, 1841

William Collins (* 8. September 1788 in London; † 17. Februar 1847 in London) war ein englischer Landschafts- und Genremaler.

## Leben und Wirken
William Collins wurde als Sohn eines irischen Schriftstellers in London geboren. Zum Freundeskreis der Familie gehörte der Maler George Morland, der den jungen William tief beeindruckte. 1807 begann William Collins an der Royal Academy zu studieren, wo er auch schon im selben Jahr ausstellte.
Nach dem frühen Tod seines Vaters 1812 wurde er zum Familienversorger. Er malte mit zunehmenden Erfolg vorwiegend Landschaftsbilder, oft mit Kindern. 1814 wurde er zum assoziierten Mitglied der Royal Academy ernannt, und 1820 wurde er als Vollmitglied in die Akademie gewählt. 1822 heiratete er Harriet Geddes, Schwester der Porträtmalerin Margaret Sarah Carpenter. Sie bekamen zwei Söhne, William Wilkie, der sich als Schriftsteller einen Namen machte (Die Frau in Weiß, Der Mondstein), und Charles, der ebenfalls Maler wurde.
William Collins unternahm auch einige Studienreisen. Seine erste Reise führte ihn 1815 an die Küste von Norfolk. 1817 war er in Paris. In den folgenden Jahren unternahm weiteren Reisen durch England und Schottland. 1828 besuchte er Holland und Belgien, und 1836 bis 1838 verbrachte er in Italien. 1840 besuchte er Deutschland.
William Collins war zu seiner Zeit einer der beliebtesten Landschaftsmaler Großbritanniens. Zu seinen Lebzeiten stellte er 124 Gemälde in der Royal Academy  und 45 in der British Institution aus.